# Eschbach-au-Val
 Eschbach-au-Val  (en alsacià Eschbe im Dàl) és un municipi francès, situat a la regió del Gran Est, al departament de l'Alt Rin. L'any 2006 tenia 386 habitants.

## Demografia
| 1962 | 1968 | 1975 | 1982 | 1990 | 1999 |
| ---- | ---- | ---- | ---- | ---- | ---- |
| 382  | 410  | 410  | 373  | 375  | 372  |

## Administració
| Període   | Identitat        | Partit |
| --------- | ---------------- | ------ |
| 1945-1958 | Jean Ackermann   |        |
| 1958-1977 | Émile Hertzog    |        |
| 1977-1989 | Paul Dietrich    |        |
| 1989-     | Norbert Schickel | 1      |